# Giliante D'Este
Giliante D'Este (23 de marzo de 1910-24 de abril de 1996) fue un deportista italiano que compitió en remo.
Participó en tres Juegos Olímpicos de Verano entre los años 1928 y 1936, obteniendo dos medallas, oro en Ámsterdam 1928 y bronce en Los Ángeles 1932. Ganó tres medallas en el Campeonato Europeo de Remo entre los años 1929 y 1935.

## Palmarés internacional
| Juegos Olímpicos   | Juegos Olímpicos             | Juegos Olímpicos  | Juegos Olímpicos   |
| Año                | Lugar                        | Medalla           | Prueba             |
| ------------------ | ---------------------------- | ----------------- | ------------------ |
| 1928               | Ámsterdam (Países Bajos)     | Medalla de oro    | Cuatro con timonel |
| 1932               | Los Ángeles (Estados Unidos) | Medalla de bronce | Cuatro sin timonel |
| Campeonato Europeo |                              |                   |                    |
| Año                | Lugar                        | Medalla           | Prueba             |
| 1929               | Bydgoszcz (Polonia)          | Medalla de oro    | Cuatro con timonel |
| 1931               | París (Francia)              | Medalla de oro    | Cuatro con timonel |
| 1935               | Berlín (Alemania)            | Medalla de bronce | Cuatro con timonel |